# Surround versterker
Een surround versterker is een versterker die speciaal bedoeld is voor het versterken van het meerkanaalsgeluid van een sacd of film voor de weergave door 6 tot 8 luidsprekers rondom de luisteraar waardoor het idee ontstaat dat men in een bioscoop zit.
Een film op dvd bevat meestal een Dolby Digital- of DTS-signaal. In dit signaal is het geluid van 6 tot 8 kanalen vastgelegd wat door de DA-converter in de versterker wordt omgezet in een signaal voor de luidsprekers. Men spreekt ook van 5.1- en 7.1-opstellingen, wat wil zeggen 5 of 7 luidsprekers rondom, aangevuld met een subwoofer.
Ook andere apparatuur zoals een pc of satellietontvanger kunnen hier digitaal op aangesloten worden zodat de digitaal-analoog conversie niet in het aangesloten apparaat plaatsvindt maar in de surround versterker.